# Forcas
Forcas (llamada oficialmente San Mamede de Forcas) es una parroquia y un lugar del municipio español de Parada del Sil, en la provincia de Orense, Galicia.

## Toponimia
La parroquia también es conocida por el nombre de San Mamed de Forcas.

## Organización territorial
La parroquia está formada por siete entidades de población:

### Entidades de población
Entidades de población que forman parte de la parroquia:
- Cortiñas (As Cortiñas)
- Forcas
- Miranda (A Miranda)
- Pombar (O Pombar)
- Senra (A Senra)
- Vilar

### Despoblado
Despoblado que forma parte de la parroquia:
- Cerdeiras (As Cerdeiras)

## Demografía

### Parroquia
| Gráfica de evolución demográfica de Forcas (parroquia) entre 2000 y 2023 |
|                                                                          |
| Datos según el nomenclátor publicado por el INE.                         |

### Lugar
| Gráfica de evolución demográfica de Forcas (lugar) entre 2000 y 2023 |
|                                                                      |
| Datos según el nomenclátor publicado por el INE.                     |